# Варад-Сін
Варад-Сін — цар Ларси та Аккада, старший син аморейського вождя Кудурмабуга.
Був поставлений на престол своїм бітьком після завоювання ним Ларси. Варад-Сін збудував велику стіну для захисту Ура.